# Neue Werbung
«Neue Werbung» (с нем. — «Новая реклама») — иллюстрированный журнал, выходил один раз в месяц в издательстве «Die Wirtschaft» (Берлин, Германская Демократическая Республика). Журнал был посвящен вопросам промышленной графики, оформления выставок, торговых помещений, витрин, всех видов торговой рекламы, промышленной информации и пропаганды. Наряду с материалами о технике рекламного дела и оформления витрин, об истории и практике промышленной графики в журнале печатались теоретические статьи об экономической, политической и эстетической сторонах рекламы. Первоначально журнал планировалось выпускать под названиями «Fachzeitschrift für Werbung», «Gebrauchsgrafik und Dekoration». Журнал издавался в период с 1954 по 1991 год. Штаб-квартира находилась в Восточном Берлине. Из-за политической обстановки и связи Восточного Берлина с СССР в журнале часто выходили статьи на русском языке.

### Первый номер журнала
В 1953 году было заявлено, что в апреле 1954 года выйдет первый номер журнала, посвященный рекламе, выставочной деятельности и ДПИ. Название журнала претерпело несколько изменений. Первый номер состоял из десятка статей, которые были написаны на темы, в итоге ставшие основными пунктами для издания.

### Основные темы публикаций
- Основной темой журнала была реклама. В этом журнале было опубликовано большое количество статей, анализирующих рекламу с точки зрения ее успешности и надобности при социализме. Авторы опубликованных статей определяли специфическое содержание, направленность и формы социалистической рекламы. Самыми востребованными статьями в издании были тексты рубрики «реклама»: «Реклама и технический прогресс» (1963), О. Хельмут «О роли торговой рекламы в период развернутого строительства социализма», серия статей «Немецкий язык и реклама».
- Журнал интересовался вопросами экономических взаимоотношений социалистических стран, пропагандировал опыт освоения новых форм торговой рекламы в разных странах. Статьи, выходившие на эту тему, были объединены общей рубрикой «О правовых проблемах хозяйственной пропаганды».
- Серьезное внимание журнал уделял плакаты и промышленной графике, показывая лучшие работы отечественных и зарубежных художников и графиков. Например, в восьмом выпуске журнала вышла очень большая статья Г. Радемахера «Природа политического плаката», иллюстрированная работами немецких художников первой четверти XX века: Д. Хартфильда, К. Кольвиц, Франка, Мора, Витткугеля и других.
- В одном из первых номеров журнала были опубликованы театральные афиши Георга Хюльсеса — художника театра «Путбус» и их анализ. В дальнейшем часто выпускались статью на темы театрального оформительства.
- В каждом номере выходили подробные монографические статьи, посвященные творчестве отдельных мастеров художественной пропаганды ГДР и других социалистических стран. Заметки, статьи и обзоры, сопровождались иллюстрациями высокого качества, которые подбирались и располагались в различных причудливых порядках, определенных темой статьи.
- В журнале постоянно публиковались статьи о зарубежной рекламе, но чаще всего авторы обращались к Москве, Парижу, Милану, Пекину, Вене и практически никогда к городам Северной Америки, вплоть до 1980-х. В этих статьях были описаны новые товары, традиции в торговле разных стран, вкусы населения и покупательных способностях.
- В каждом номере журнала печаталась хроника рекламного дела, почерпнутая из специальной прессы дружественных стран. Печаталась также библиография книг по рекламе, выходящих в ГДР и в других социалистических или дружественных странах.
- В каждом выпуске выходили статьи под рубрикой «Не только для нашей смены», где специалисты рассказывали, как правильно нужно обращаться с деревом, бумагой, пластиком, и другими материалами.
- Наиболее политизированной, но самой интересной была рубрика в которой критиковалась неудачная реклама. Данная рубрика «Нойе Вербунг комментирует» или позднее «Нойе Вербунг критикует» печаталась с ремаркой о юмористическом разборе.[2]

## Примечание
1. ↑  Penny Sparke; Fiona Fisher. The Routledge Companion to Design Studies (англ.). — Taylor & Francis, 2016. — P. 339. — ISBN 978-1-317-20328-5.
2. ↑  Журнал "Декоративное искусство СССР. Вып. 5. 1963. С. 46